# Grand Prix Herning 2006
Il Grand Prix Herning 2006, quindicesima edizione della corsa, valido come evento dell'UCI Europe Tour 2006 categoria 1.1, si svolse il 29 aprile 2006 su un percorso totale di circa 201 km. Fu vinto dal danese Allan Johansen, che terminò la gara in 5h00'58" alla media di 40,071  km/h.
All'arrivo 50 ciclisti portarono a termine il percorso.

## Ordine d'arrivo (Top 10)
| Pos. | Corridore            | Squadra        | Tempo    |
| ---- | -------------------- | -------------- | -------- |
| 1    | Allan Johansen       | Team CSC       | 5h00'58" |
| 2    | Rik Reinerink        | Skil-Shimano   | a 46"    |
| 3    | Alex Rasmussen       | Odense Energi  | a 2'01"  |
| 4    | Jeremy Hunt          | Unibet.com     | s.t.     |
| 5    | Marcus Ljungqvist    | Team CSC       | s.t.     |
| 6    | Michael Reihs        | Designa Køkk.  | s.t.     |
| 7    | Sebastiaan Langeveld | Skil-Shimano   | s.t.     |
| 8    | Ivajlo Gabrovski     | Flanders       | s.t.     |
| 9    | Gabriel Rasch        | Maxbo Bianchi  | s.t.     |
| 10   | Martyn Maaskant      | Rabobank Cont. | s.t.     |